# Gusztáv és az állami elefánt
A Gusztáv és az állami elefánt a Gusztáv című rajzfilmsorozat harmadik évadának nyolcadik epizódja.

## Rövid tartalom
Gusztáv kihasználja a gondjaira bízott elefántot, s ezért a hatalmas állat hátán utaznak a gyerekek.

## Alkotók
- Rendezte: Jankovics Marcell
- Írta: Dargay Attila, Jankovics Marcell, Nepp József
- Zenéjét szerezte: Pethő Zsolt
- Operatőr: Henrik Irén
- Hangmérnök: Horváth Domonkos
- Vágó: Czipauer János
- Tervezte: Ternovszky Béla
- Színes technika: Dobrányi Géza, Kun Irén
- Gyártásvezető: Kunz Román

Készítette a Pannónia Filmstúdió.